# Alicja Kuna-Iżowska
Alicja Kuna-Iżowska (ur. 20 września 1922 w Krakowie, zm. 4 lipca 1968) – polska nauczycielka, działaczka turystyczna Polskiego Towarzystwa Turystyczno-Krajoznawczego (PTTK).

## Życiorys
W czasie okupacji mieszkała w Warszawie działając czynnie w Armii Krajowej (AK). 
Z Łodzią związała się w 1946 i tu ukończyła Państwową Wyższą Szkołę Pedagogiczną. Była nauczycielką matematyki najpierw w Liceum Ogólnokształcącym w Pabianicach, potem w Technikum Farmaceutycznym w Łodzi i w Liceum Ekonomicznym w Łodzi. 
Członkiem PTTK została w 1953. W latach 1954–1956 była prezesem koła PTTK przy Technikum Farmaceutycznym. W latach 1958–1962 była członkiem Zarządu Oddziału Łódzkiego PTTK. W latach 1958–1964 była przewodniczącą Komisji Kajakowej (późniejszego Łódzkiego Klubu Turystyki Kajakowej). W 1961 zdobyła uprawnienia Przodownika Turystyki Kajakowej. W latach 1958–1959 była członkiem redakcji miesięcznika krajoznawczego "Biuletyn ZW PTTK w Łodzi" (istnieje do dziś, obecnie Kwartalnik Krajoznawczy Regionalnej Pracowni Krajoznawczej PTTK w Łodzi "Wędrownik", w 2009 ukazał się jego 400. numer).  
Zmarła nagle 4 lipca 1968 podczas spływu kajakowego na Brdzie, spoczywa na cmentarzu „Doły” w Łodzi. 

## Wyróżnienia
- Srebrna Honorowa Odznaka PTTK.